# Nayef Ballouz

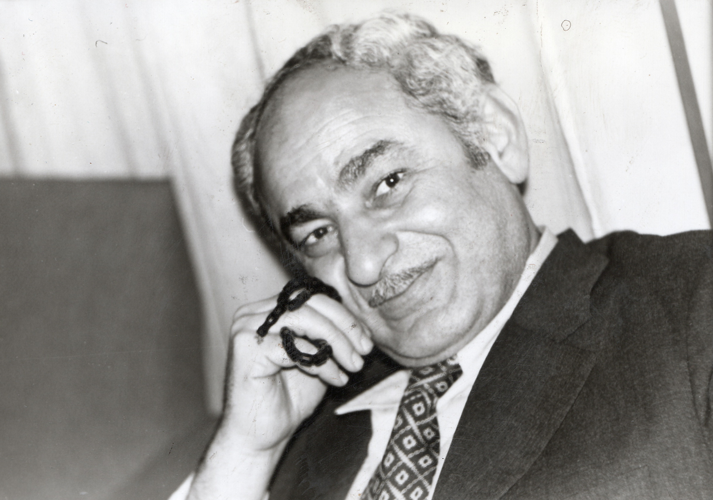
Portrait of Nayef Ballouz, Damascus, March1978

Nayef Ballouz (arabisch نايف بلّوز Nāyif Ballūz; * Februar 1931 in Damaskus; † 25. August 1998 in Latakia) war ein arabischer Philosoph und Hochschullehrer aus Syrien.

## Leben

### Kindheit, Jugend, Studium (1931–1955)
Das Elternhaus von Nayef Ballouz in Damaskus, in dem er im Februar (nicht gesichert) 1931 als drittes von fünf Kindern zur Welt kam, stand in der Altstadt von Damaskus. Die christliche Familie entstammte der Region am Hermon-Berg. Er wuchs auf im Umfeld des christlichen Viertels in Damaskus unter eher ärmlichen, aber bildungsoffenen Verhältnissen.
Der Vater verstarb früh (als Nayef Ballouz 11 Jahre alt war) und hinterließ der Familie nichts. Bildung war die einzige Chance, der Armut zu entkommen. Seine Mutter ermöglichte es ihm durch harte Arbeit, die Schule zu besuchen. In der französischen Mandatszeit wurde großer Wert auf die französische Sprache gelegt und so erhielt er die Basis für deren exzellente Beherrschung. Bereits in der 11. Klasse arbeitete er an seiner Schule in der 10. Klasse als Hilfslehrer. Die Schule beendete er 1949 mit dem Abitur. Danach schloss sich ein Studium der Philosophie an der Universität von Damaskus an, das er im Jahr 1955 beendete. Dieses Studium finanzierte er selbst, indem er an Schulen in der Nähe der Hauptstadt und auch weit von ihr entfernt als Lehrer arbeitete.

### Politisches Leben, Armee, Reisen (1955–1963)
Nayef Ballouz hatte nach dem Studium noch keine akademische Laufbahn im Blick. Er arbeitete zunächst als Übersetzer (Arabisch-Französisch) im bulgarischen Konsulat und nahm regen Anteil am politischen Leben der fünfziger Jahre mit ihrer Aufbruchstimmung und der Atmosphäre von Befreiung, Entwicklung und sozialistischen Idealen. Er trat in die Kommunistische Partei Syriens ein. Als Mitglied dieser Partei wurde er nach der Gründung der VAR (Vereinigten Arabischen Republik) während seines Militärdienstes zuerst degradiert und danach ins Gefängnis geworfen. Nach drei Monaten irrtümlich entlassen, floh er in den Libanon, kurz bevor die politische Polizei wieder vor seiner Tür stand.
Es folgte ein zweijähriger Aufenthalt in Peking von 1960 bis 1962, wo er am Institut für Diplomatenausbildung die arabische Sprache unterrichtete. Als die Kulturrevolution begann, musste er mit den anderen Ausländern das Land verlassen.

### Wissenschaftliches Leben, Dissertation, Lehre, Wirken (1963–1998)
1963 erhielt Nayef Ballouz ein Stipendium an der Humboldt-Universität in Berlin zur Fertigstellung seiner Dissertation und reiste in die DDR. Während dieser Zeit, und nachdem er die Syrische KP-Führung stark angegriffen hatte wegen ihrer stalinistischen Ausrichtung, trat er aus der Partei aus.
Früh hatte er den Irrweg des sowjetischen Modells erkannt und wandte sich gegen die ideologischen Zwänge innerhalb der Partei. Er fühlte sich als Marxist außerhalb der Parteien.
1968 reichte er eine Dissertation ein mit dem Titel: „Der frühe Islam und seine geisteskulturelle Vorgeschichte“. Darin untersuchte er diese Periode unter einer materialistisch-marxistischen Sichtweise; neben seiner christlichen Herkunft ein Grund dafür, dass diese Dissertation, seinerzeit einmalig in der arabischen Welt, niemals ins Arabische übersetzt bzw. veröffentlicht wurde. Die Übersetzung des Lukács-Werkes „Essays über Realismus“ ins Arabische von 1971 stand am Beginn einer Reihe von Veröffentlichungen in Syrien.
Ab 1971, mittlerweile zurück in Damaskus, unterrichtete Nayef Ballouz an der Sektion Philosophie der Philosophischen Fakultät (des Lettres) an der Universität Damaskus. Er hat als Dozent begonnen und wurde später ordentlicher Professor. Seine Lehrtätigkeit endete mit seinem Tod.
In einem Nachruf würdigte Alexander Flores Ballouz als einen der „bedeutendsten arabischen Intellektuellen“, der als „Marxist [...] zeitweilig [...] im Umkreis der Kommunistischen Partei aktiv“ war, aber „ein zu großer und unabhängiger Kopf“ gewesen sei, „um die auch theoretisch einengende Parteidisziplin auf die Dauer zu ertragen“, und als einen Menschen mit „klare[m] Kopf und scharfe[n] Analytiker“.

## Werke (Auswahl)

### Bücher
- Essays über Realismus (1971) دراسات في الواقعية | Übersetzung ins Arabische: Damaskus[3]
- Marxismus und das arabisch-islamische Erbe (1980) الماركسية والتراث العربي الإسلامي | Arabisch: Autorenkollektiv, Aufsatz von Nayef Ballouz S. 167–209, Beirut[4]
- Ästhetik (1980) علم الجمال | Arabisch: Lehrbuch, Damaskus[5]
- Methodologie der Naturwissenschaften (1981) مناهج البحث في العلوم الطبيعية ج2 | Arabisch: Lehrbuch, Damaskus[6]
- Methodologie der Geisteswissenschaften (1982) مناهج البحث في العلوم الاجتماعية | Arabisch: Lehrbuch, Damaskus[7]
- Geschichte des sozialen Denkens (1983) تاريخ الفكر الاجتماعي | Arabisch: Lehrbuch, Damaskus[8]
- Fil Islām wa Ahammiyyatuhu ar-Rāhina (1986) في الإسلام وأهميته الراهنة | Arabisch: Auftragswerk [noch nicht veröffentlicht][9]
- Studie über den Islam und seine gegenwärtige Bedeutung (2021)  | Deutsch: Übersetzung, Lektorierung, Ergänzung der Belege und Herausgabe des Manuskripts in Arabisch Fil Islām wa Ahammiyyatuhu ar-Rāhina mit einem Vorwort durch Alexander Flores, Berlin[10]

### Artikel, Aufsätze
- Der frühe Islam und die Gegenwart (1969) | In: Deutsche Zeitschrift für Philosophie, Jahrgang 17, Heft 3, S. 311–326, Berlin[11] Aufsatz als PDF
- Nichtkapitalistische Entwicklung und Islam (1970) | In: Mitteilungen des Instituts für Orientforschung 16, Heft 4, S. 521–540[12]
- Die Theorie der strategischen Polemik (1970) نظرية السجال الستراتيجي | Arabisch: in „Syrische Militärzeitschrift“, Damaskus[13]
- Einige kulturelle Aspekte des orientalischen Feudalsystems unter dem arabischen Kalifat (1972) بعض الملامح الحضارية للإقطاعية الشرقية في ظل الخلافة العربية | Arabisch: in der Zeitschrift Dirasat Arabiyya, [ Heft 72/1 S. 3–21], Beirut[14]
- Jugend und Revolution: Generationenkonflikt und Klassenkampf (1973) الشبيبة والثورة: صراع الأجيال وصراع الطبقات | Arabisch: in der Zeitschrift Dirasat Arabiyya, [ Heft 73/12 S. 2–19], Beirut[14]
- Jugend und Revolution: die historische Jugendbewegung in der kapitalistischen und dritten Welt (1973) الشبيبة والثورة: التحرك التاريخي للشبيبة في العالم الرأسمالي والعالم الثالث | Arabisch: in der Zeitschrift Dirasat Arabiyya, Heft 73/1 S. 36–61, Beirut[14]
- Ideologie und das Gott-Welt Verhältnis bei ibn Ruschd (1978) الأيديولوجيا وعلاقة الله بالعالم في فلسفة ابن رشد | Arabisch: in der Zeitschrift Dirasat Arabiyya, [ Heft 78/2 S. 30–58], Beirut[14]
- Ein Standpunkt zum Buch Dr. Hussein Mroués „Materialistische Tendenzen in der arabisch-islamischen Philosophie“ (1979) وقفة مع كتاب „النزعات المادية في الفلسفة العربية الإسلامية“ للدكتور حسين مروة | Arabisch: in der Zeitschrift Dirasat Arabiyya, [ Heft 79/4 S. 23–66], Beirut (nach einer Vortragsrede)[14]
- Wissenssoziologie (1982) سوسيولوجيا المعرفة | Arabisch: Damaskus (Lehrschrift für das Theaterinstitut)
- Entscheidende Wendepunkte im Denken von Lukács (1985) الانعطافات الحاسمة في تفكير لوكاتش | Arabisch: S. 50, Damaskus (Unveröffentlichtes Manuskript eines Vortrages am Goethe-Institut Damaskus am 26.11.85)
- Bemerkungen zur Nation, Geschichte und Kultur (1986) ملاحظات حول الأمة والتاريخ والثقافة | Arabisch: Publikation, S. 69–110, Damaskus (Beitrag zu einem Symposium)[15]
- Mahdi Aamel, die Verwurzelung gab ihm Kraft zur Erkundung des Unbekannten und Wahrheitsfindung (1987) مهدي عامل, في انتمائه وجد القدرة على ارتياد المجهول واكتشاف الحقيقة | Arabisch: Zeitschrift al Tariq, Heft 87/3 S. 3–34, Beirut[16]
- Verstehen und Interpretation in der wissenschaftlichen Erkenntnis (Epistemologie) (1992) (الفهم والتفسير في المعرفة العلمية (أبستمولوجيا | Arabisch: S. 95, Damaskus (Lehrschrift der Universität Damaskus)
- Das kommunistische Manifest im heutigen Zeitalter (1998) البيان الشيوعي وعصرنا | Arabisch: Zeitschrift an-Nahj, Inhalte von Heft Nr. 98/51 S. 98–130, Damaskus[17]
- Ibn Ruschd zwischen Rationalität und Ideologie (1999) ابن رشد بين العقلانية والأيديولوجيا | Arabisch: Zeitschrift ʿAlam al-Fikr, Heft Nr. 99/4 S. 27–66, Kuweit (Nachbearbeitung eines Vortrages im Cervantes-Institut in Damaskus vom 7. Februar 1998)[18][19]
- Ein Gespräch zur Globalisierung (1999) حوار حول العولمة | Arabisch: ِan-Nahj Inhalte von Heft Nr. 99/54 S. 190–228, Damaskus (Interview als Nachbearbeitung eines Vortrages)[17]
- Die Globalisierung im Spiegel des zeitgenössischen arabischen Denkens (2000) العولمة في مرآة الفكر العربي المعاصر | Arabisch: an-Nahj Inhalte von Heft Nr. 2000/58 S. 52–74, Damaskus[17]

Und viele weitere kleinere Schriften [Arabisch: im Manuskript]:
- Die Qaramitische Gesellschaft, Die Rolle der analytischen Philosophie, Bedeutung der Erziehung bei der Bewältigung des gesellschaftlichen Fortschritts, Die nichtkapitalistische Entwicklung und der Islam, Die Problematik der arabischen Strategie nach dem Sadat-Besuch, Die dritte Welt und ihre Perspektiven, Versuche des westlichen und insbesondere deutschen Islamverständnisses, Medizin und Magie, Entstehung der Medizin, Eine Untersuchung zum andalusischen Muwaschschah, etc...